# The New Stenographer (film 1908)
The New Stenographer è un film del 1908 diretto da Bannister Merwin.

## Trama
Trama di Moving Picture World synopsis in (EN)  su IMDb

## Produzione
Il film fu prodotto dalla Edison Manufacturing Company.

## Distribuzione
Distribuito dalla Edison Manufacturing Company, il film - un cortometraggio di una decina di minuti - uscì nelle sale cinematografiche statunitensi il 17 novembre 1908.